# Micrixalidae
Micrixalidae is een familie van kikkers (Anura). De groep werd voor het eerst wetenschappelijk beschreven door Alain Dubois, Annemarie Ohler en Sathyabhama Das Biju in 2001. Oorspronkelijk werd de wetenschappelijke naam Micrixalinae gebruikt.
Er zijn 24 verschillende soorten die allemaal behoren tot het geslacht Micrixalus. Hiervan zijn er veertien voor het eerst in 2014 wetenschappelijk beschreven. In veel bronnen wordt daarom een lager soortenaantal vermeld. De soorten werden lange tijd tot de echte kikkers (Ranidae) gerekend, volgens andere indelingen behoorde de groep tot de schuimnestboomkikkers (Rhacophoridae). Tegenwoordig worden de Micrixalus- soorten als een aparte familie gezien.
Alle soorten leven in delen van Azië en komen endemisch voor in India.
Allophrynidae · 
Alsodidae · 
Alytidae · 
Aromobatidae · 
Arthroleptidae · 
Myobatrachidae · 
Batrachylidae · 
Blaasoppies · 
Bombinatoridae · 
Boomkikkers · 
Brachycephalidae · 
Calyptocephalellidae · 
Ceratobatrachidae · 
Ceratophryidae · 
Conrauidae · 
Craugastoridae · 
Cycloramphidae · 
Dicroglossidae · 
Echte kikkers · 
Eleutherodactylidae · 
Fluitkikkers · 
Glaskikkers · 
Gouden kikkers · 
Graafkikkers · 
Hemiphractidae · 
Hylodidae · 
Knoflookpadden · 
Limnodynastidae · 
Megophryidae · 
Mexicaanse gravende padden · 
Micrixalidae · 
Microhylidae · 
Nasikabatrachidae · 
Nieuw-Zeelandse oerkikkers · 
Nyctibatrachidae · 
Odontobatrachidae · 
Odontophrynidae · 
Padden · 
Pelodytidae · 
Petropedetidae · 
Phrynobatrachidae · 
Pijlgifkikkers · 
Ptychadenidae · 
Pyxicephalidae · 
Ranixalidae · 
Rhinodermatidae · 
Rietkikkers · 
Scaphiopodidae · 
Schuimnestboomkikkers · 
Seychellenkikkers · 
Spookkikkers · 
Staartkikkers · 
Telmatobiidae · 
Tongloze kikkers